# ティルピッツ (ブタ)

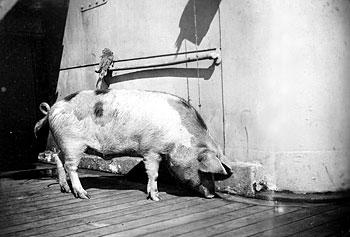
軽巡「グラスゴー」艦上で撮影されたティルピッツ

ティルピッツ（Tirpitz）は、かつてイギリス海軍で飼育されていたブタである。元々はドイツ帝国海軍で食肉用に飼育されていたが、1914年のフォークランド沖海戦にてイギリス海軍の軽巡洋艦「グラスゴー」によって回収され、以後同艦のマスコットとなった。

## ドイツ海軍のブタとして

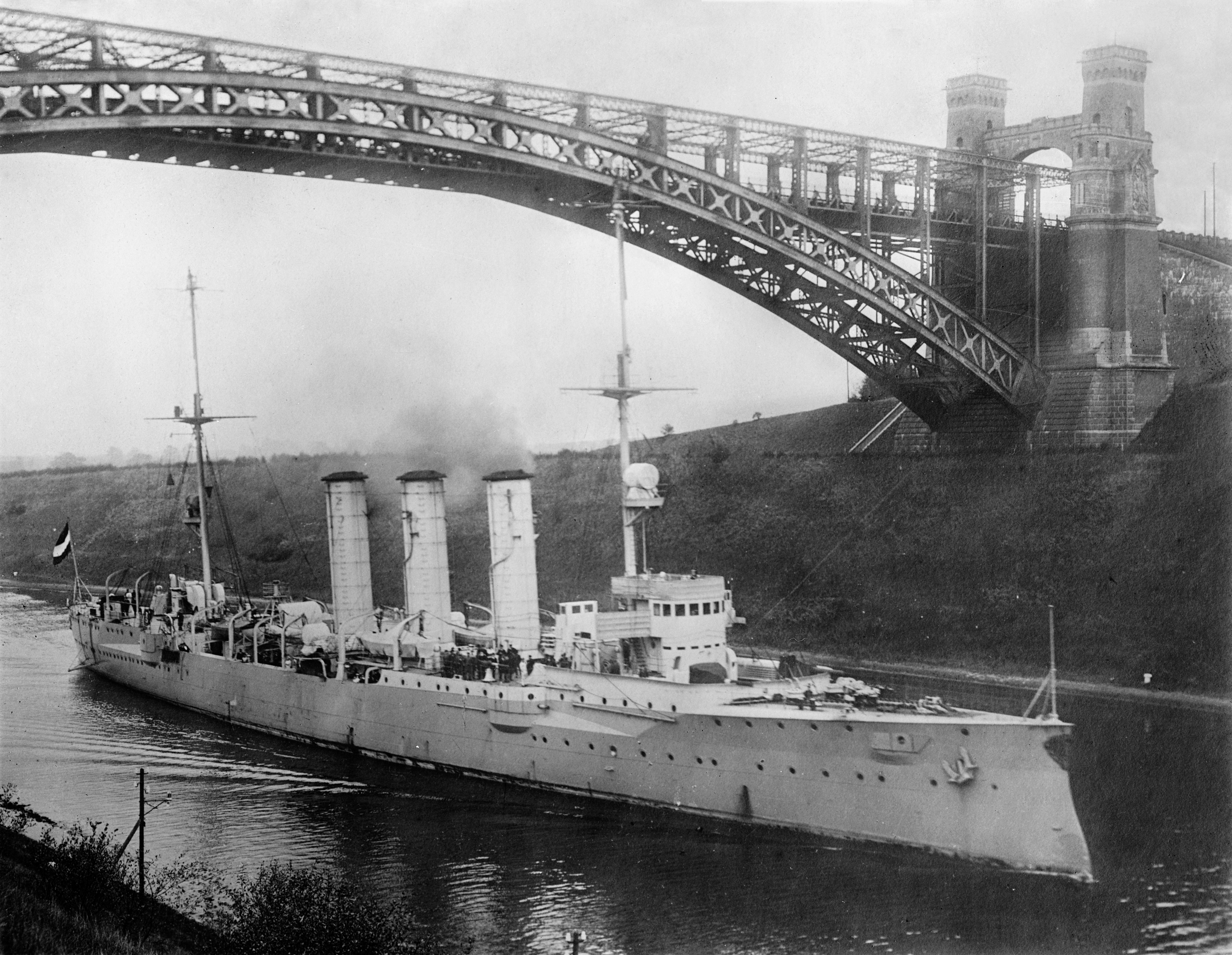
独軽巡「ドレスデン」

当時、新鮮な食肉を確保するべく軍艦の艦内でブタを飼育することは珍しくなかった。ティルピッツが最初に配属されたのはドイツ帝国海軍の軽巡洋艦「ドレスデン」であった。同艦がマクシミリアン・フォン・シュペー中将指揮下の艦隊に加わり南大西洋方面での襲撃に参加することが決定した際、食肉として積み込まれたのである。ドイツ艦隊が勝利を収めたコロネル沖海戦の際には、後に暮らすこととなる「グラスゴー」と遭遇している。そして同年中に発生したフォークランド沖海戦においてドイツ艦隊は敗北を喫し、「ドレスデン」は海域からの脱出を試みた。1915年3月15日、チリ領ファン・フェルナンデス諸島マス島カンバーランド湾にて「ドレスデン」は「グラスゴー」および「ケント」と交戦し、その後自沈した。しかし、ティルピッツは艦内に残されたままだった。

## イギリス海軍のブタとして

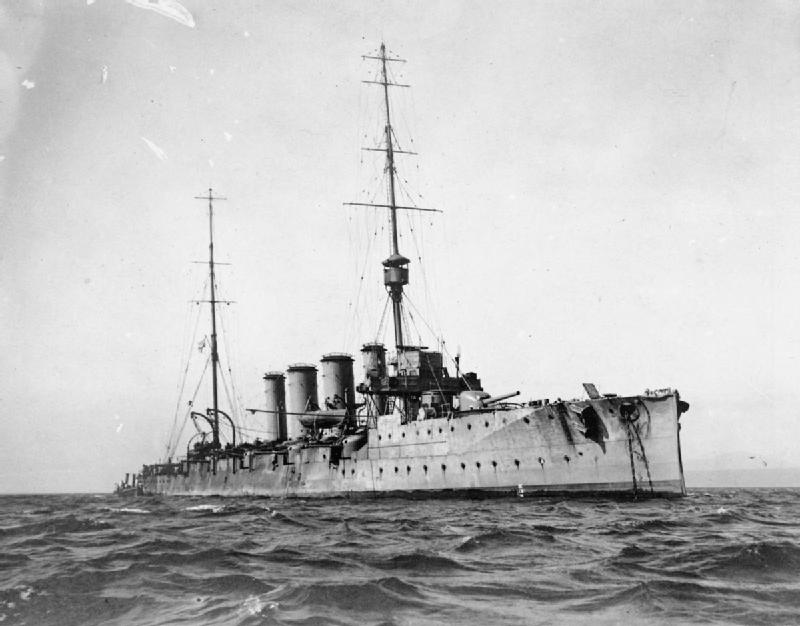
英軽巡「グラスゴー」

ティルピッツは自力で甲板まで出ると、沈みゆく「ドレスデン」から泳いで脱出した。近くの英軍艦のもとまで漂流したティルピッツは、1時間後に「グラスゴー」乗組員の下士官によって発見された。ある士官が海に入りティルピッツを救出したが、彼はすっかり怯えきり、溺死寸前だったという。一命を取り留めたティルピッツは「グラスゴー」艦上へ引き上げられた。彼はここでドイツ海軍相アルフレート・フォン・ティルピッツ提督にちなむ、ティルピッツという名を授けられたのである。彼は1年間を「グラスゴー」艦上で暮らした後、検疫のため一時隔離され、それから彼を最初に発見した下士官の飼いブタとなった。以後はポーツマスのホエール島砲術学校に住処を移した。『タイムズ』紙はティルピッツについて次のように報じた。
ティルピッツとして知られるこの動物は、かつてドイツ軽巡「ドレスデン」で飼育されていた。そして「グラスゴー」「ケント」「オラマ」との戦闘の際、ドイツ人たちは爆発を起こして「ドレスデン」を自沈させ海岸まで逃れたが、ティルピッツはそこに残されていた。このブタは大胆にも水をかいて進み、「グラスゴー」近くまで泳いだのである。2人の水兵が海に飛び込み、この動物は無事甲板へと引き上げられた。「グラスゴー」乗組員一同は、同僚の撤収後も艦内に残ったティルピッツに鉄十字勲章を授与し、素晴らしいペットとしたのである。

## その後
1919年、ティルピッツは食肉としてチャリティー目的の競売にかけられた。最終的に1,785ポンドの値がつき、売上金は英国赤十字社に寄付された。その後、第6代ポートランド公爵ウィリアム・キャヴェンディッシュ＝ベンティンクは、剥製にしたティルピッツの頭を帝国戦争博物館に寄贈している。ティルピッツの頭部は1920年に水晶宮で展示されたほか、2006年の「動物の戦争」展（The Animals' War）でも展示された。
「グラスゴー」の食堂では、ティルピッツの足から作った一組の銀製カービングナイフが使われていた。これらのナイフも後に帝国戦争博物館が購入している。